# 레돈다사우루스

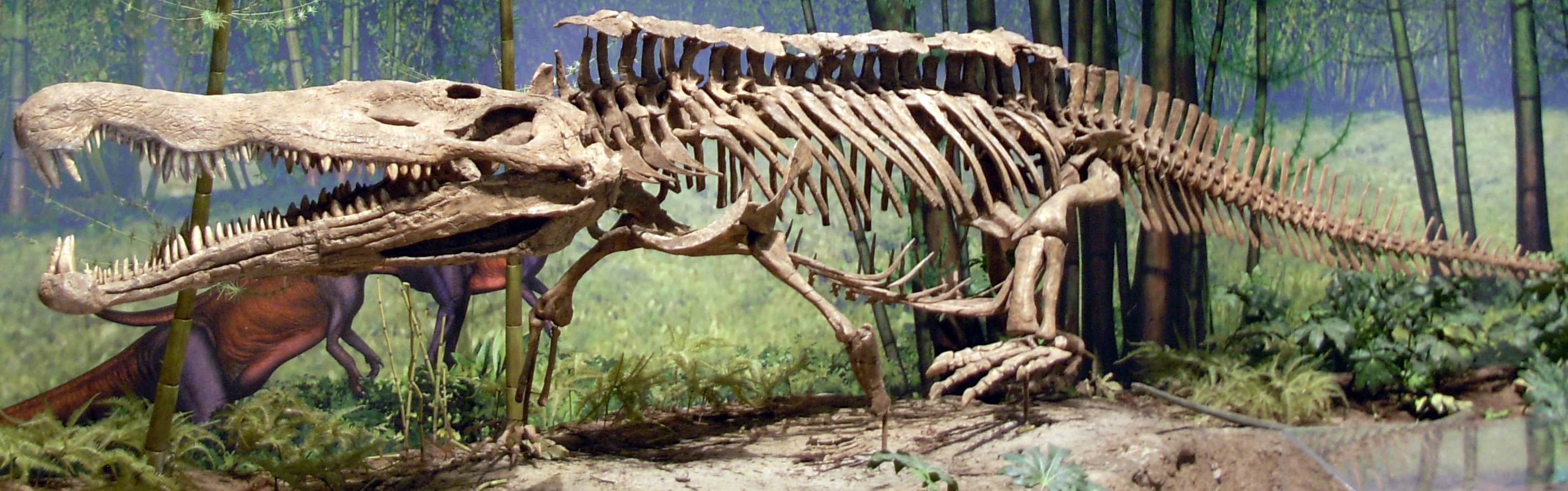

레돈다사우루스(학명:Redondadsaurus gregorii)는 악어목 피토사우루스과에 속하는 악어이다. 지금은 멸종된 악어로 몸길이가 4~6m인 대형 악어에 속한다.

## 특징
레돈다사우루스는 피토사우루스과의 악어들 중에서 가장 진보적인 진화를 이룬 종이다. 다른 피토사우루스과의 악어들처럼 매우 긴 주루를 가지고 있으며 두개골의 길이는 청소년에 해당되는 개체의 경우는 22cm지만 성체는 1.2m의 큰 길이를 가진 종이기도 하다. 레돈다사우루스의 이빨에 있는 에나멜은 미세한 기둥의 구조를 가진다. 앞다리에 비해 뒷다리가 매우 긴 것이 특징이며 위턱과 아래턱의 양턱에는 20개~30개의 이빨들이 줄지어 나 있다. 또한 다른 악어에 비해 위턱의 맨 앞쪽이 움푹 들어가 있는 독특한 특징을 가진 종이기도 하다. 먹이로는 당대에 서식하던 물고기, 갑각류와 같은 육식성의 먹이와 양치식물과 같은 초식성의 먹이까지 두루 섭취했을 잡식성의 악어로 추정이 된다.

## 생존시기와 서식지와 화석의 발견
레돈다사우루스가 생존하던 시기는 트라이아스기 후기로 지금으로부터 2억년전~1억 8천만년전에 서식했던 악어이다. 생존했던 시기에는 북아메리카를 중심으로 하는 강과 호수에서 주로 서식했던 종이다. 화석의 발견은 1993년에 미국의 트라이아스기에 형성된 지층에서 고생물학자들에 의해 최초로 발견되어 새롭게 명명된 종이다.

## 같이 보기
- 악어
- 중생대
- 트라이아스기
- 파충류
- 화석